# Jacques Fauvet
Pour les articles homonymes, voir Fauvet.
Jacques Fauvet, né le 9 juin 1914 à Paris et mort le 1er juin 2002 dans la même ville, est un journaliste français, qui fut directeur du Monde et président de la CNIL.

## Biographie
Licencié en droit, il devient journaliste en 1937 pour le quotidien L'Est républicain à Nancy. Mobilisé en 1939 comme officier, il est prisonnier de guerre entre 1940 et 1945, cinq années qu'il passe dans un oflag avec Yves Congar et Jean Guitton.
En juillet 1945, de retour à Paris, il exerce au service politique du quotidien Le Monde. Responsable du service politique en 1948, puis rédacteur en chef adjoint en 1958, rédacteur en chef en 1963 ; il devient cogérant de la société en 1968 et directeur du journal l'année suivante, en décembre 1969. Il le reste jusqu'à son départ en 1982.

À l'époque où il dirige le service politique du Monde, il publie encore  des éditoriaux à L'Est républicain et dans les journaux qui en dépendent (Le Lorrain à Metz).

Il reçoit le prix Amic de l'Académie française en 1960.
En novembre 1980, il est inculpé sur décision du ministre de la Justice Alain Peyrefitte pour cinq articles qui auraient « jeté le discrédit sur la magistrature » . Il est amnistié à l'occasion des élections de 1981. Il milite pour le programme de François Mitterrand qui en 1988, le nomme grand officier de l'ordre national du Mérite. 
Il est administrateur de la Bibliothèque nationale de France de novembre 1983 à décembre 1984, puis vice-président de la commission française pour l'UNESCO (1985-1994), administrateur de la Société générale de presse (1989), président du jury du Prix Aujourd'hui (1990).
Il fait trois mandats, de juin 1984 à janvier 1999 (il a alors 85 ans), à la présidence de la Commission nationale de l'informatique et des libertés.
Les positions politiques de Jacques Fauvet ont fait l'objet de critiques, portant notamment sur une supposée complaisance envers le communisme et l'Union soviétique. Jean-François Revel le qualifia de « quasi-compagnon de route » du Parti communiste français.  
Grand-croix de la Légion d'honneur, il est le père de cinq enfants, dont Christian, journaliste, mort en 1996. Il est décédé à Paris le 1er juin 2002 à l'âge de 87 ans. Son épouse est décédée le 6 décembre 2011 à 91 ans.

## Distinctions
- Grand-croix de la Légion d'honneur (31 décembre 2001)
- Grand officier de l'ordre national du Mérite
- Officier de l'ordre de l'Étoile noire (1954)[8]
- Commandeur de l'ordre de l'Économie nationale, en qualité de « chef du service politique du Monde » (1963)[9]
  - officier en 1954[10]

## Œuvres
Il est l'auteur de plusieurs essais politiques, dont:
- Les Partis dans la France actuelle, 1947
- Les Forces politiques en France, 1951

- Prix Dodo de l'Académie française
- La France déchirée, 1957

- Prix Henri-Dumarest de l’Académie française en 1958
- La IVe République, 1959
- La Fronde des généraux, 1961
- Histoire du parti communiste français, 1964-1965